# 华东藨草
华东藨草（学名：Scirpus karuisawensis）为莎草科藨草属下的一个种。